# 卡費斯
卡費斯，阿拉伯語解籠子，是奧斯曼帝國中後期皇位繼承方法，有資格繼承王位的男性青年時被軟禁後宮，受衛兵監視，他們不可結婚生子，直到即位。
早期奧斯曼帝國充斥著已故蘇丹的敵對兒子之間的繼承戰爭。新蘇丹經常會殺死他的兄弟，包括嬰兒，有時同時殺死數十個。這種做法減少了王位繼承人的數量，直到當艾哈邁德一世於1617年去世時，他的長子只有13歲，帝國會議第一次改變了王位繼承法則，以便已故蘇丹的兄弟，25歲的穆斯塔法一世的身份登上王位。第二年，他（第一次）被廢黜，成為卡費斯的第一位囚犯。
之後把所有可能繼位的男性後代關入後宮等待繼位成為定制，最後一位蘇丹穆罕默德六世即位已56歲，之前的大半生也在後宮等待即位。